# Крутовский сельсовет (Курская область)
Круто́вский сельсове́т — сельское поселение в Щигровском районе Курской области. 
Административный центр — деревня Крутое.

## География
Населённые пункты Крутовского сельсовета расположены по берегам реки Рать и её притоков.

## История
Крутовский сельсовет существовал на территории Щигровского района после Великой Отечественной войны.
В июне 1954 года во исполнение Указа Президиума Верховного Совета РСФСР «Об укрупнении сельских Советов» Крутовский сельсовет был упразднён, а населённые пункты, входившие в него, были включены в состав Озёрского сельсовета.
В 1960 году Озёрский сельсовет был упразднён, а его населённые пункты были переданы в состав Мелехинского сельсовета.
4 мая 1967 года на территории Щигровского района был вновь образован Крутовский сельсовет, в его состав были включены деревни Крутое, Карек, Колодезки, Кунач, Матвеевка, Интернациональная, Озёрки, 1-й и 2-й Патепник, посёлок Калинина и посёлок Суходол из Мелехинского сельсовета.
В апреле 1978 года был зарегистрирован посёлок Плодовый Крутовского сельсовета.
В сентябре 1979 года был восстановлен Озёрский сельсовет. Из Крутовского сельсовета в его состав были переданы: деревни Интернациональная, Колодезки, Озёрки, Матвеевка, посёлки Плодовый и Суходол.
Крутовский сельсовет получил статус сельского поселения в соответствии с законом Курской области №48-ЗКО «О муниципальных образованиях Курской области» от 14 октября 2004 года. 

## Население
| 2002 | 2010 | 2012 | 2013 | 2014 | 2015 | 2016 |
| ---- | ---- | ---- | ---- | ---- | ---- | ---- |
| 622  | ↘514 | ↘485 | ↘467 | ↘456 | ↘440 | ↗443 |
| 2017 | 2018 | 2019 | 2020 | 2021 |      |      |
| ↘429 | ↘425 | ↘415 | ↘400 | ↘394 |      |      |

## Состав сельского поселения
| № | Населённый пункт | Тип населённого пункта          | Население |
| - | ---------------- | ------------------------------- | --------- |
| 1 | 1-й Патепник     | деревня                         | ↘48       |
| 2 | 2-й Патепник     | деревня                         | ↗62       |
| 3 | Калинина         | посёлок                         | ↘16       |
| 4 | Карек            | деревня                         | ↗16       |
| 5 | Крутое           | деревня, административный центр | ↘109      |
| 6 | Кунач            | деревня                         | ↘263      |

## Транспорт
Населённые пункты Крутовского сельсовета связаны автомобильными дорогами с твёрдым покрытием с Мелехинским и Охочевским сельсоветами, осуществляется пригородное автобусное сообщение с городом Щигры.